# Probus
Marcus Aurelius Probus (232? - herfst 282) was een Romeins keizer van augustus 276 tot de herfst van 282.
Hij was voor een deel verantwoordelijk voor het herstel van het rijk na de grote economische en politieke crisis van het midden van de eeuw. Van zijn eerdere loopbaan is een aantal bijzonderheden bekend uit de Scriptores Historiae Augustae, maar deze bron is niet al te betrouwbaar.
Probus was geboren in een Romeinse provincie in de Balkan, als zoon van een uit de boerenstand afkomstige officier van het Romeinse leger, en verkoos een militaire carrière. Rond zijn 14e jaar begon hij in de lagere regionen van het leger. Zijn loopbaan verliep voorspoedig en hij ontwikkelde zich tot een briljant militair die onder zijn voorgangers Valerianus I, Aurelianus en Tacitus aan respectievelijk de Germaanse grens en in Gallië, Syrië en Egypte als legeraanvoerder verschillende compagnieën diende.
In 276 benoemde keizer Tacitus hem tot gouverneur van Syrië en Egypte. Na de dood van Tacitus in hetzelfde jaar riepen Probus' troepen hem uit tot keizer, maar er was een mededinger, Tacitus' halfbroer Florianus. Die kon daar maar drie maanden van genieten; Probus zorgde ervoor dat er veel van Florianus' troepen naar hem overliepen en uiteindelijk werd Florianus vermoord. Het leger greep onmiddellijk in en riep de populaire Probus tot keizer uit.
Eenmaal erkend door de senaat, versloeg hij de Franken, Vandalen en Bourgondiërs aan de Rijn en de Donau. In 278 werden de Vandalen volledig uit Illyricum verdreven.
In 280 waren er opstanden van Proculus en Bonosus. Beide opstanden werden echter snel neergeslagen.
Rond diezelfde tijd (in 280 of 281) werd Julius Saturninus, een goede vriend van Probus die een hoge functie in Syria bekleedde, door zijn troepen tot keizer verheven. Voordat Probus tot actie over kon gaan was Saturninus echter al gestorven.
Daarna, in 281, trok Probus eindelijk naar Rome. Aanvankelijk sloot hij een overeenkomst met Perzië, maar het lag in de verwachting dat hij een grote veldtocht tegen hen zou houden. Hij maakte echter de dodelijke fout te verklaren dat daarna veel van de legioenen ontbonden zouden worden of te werk gesteld zouden worden voor civiele taken, zoals het opzetten van wijngaarden in Gallië en Pannonië. En toen Probus de legioenen beval om met de drainage van de door malaria getroffen moerassen rond Sirmium te beginnen, was voor hen de maat helemaal vol.
De soldaten waren woedend en riepen Carus tot keizer uit. Probus werd uiteindelijk door zijn eigen mannen vermoord. Zijn dood werd door de Senaat en het volk diep betreurd.